# Siddharth Jain
Siddharth Jain (* 26. November 1976) ist ein indischer Badmintonspieler. 

## Karriere
Siddharth Jain wurde 1994 indischer Juniorenmeister im Herreneinzel. Im Jahr 2000 siegte er in der gleichen Disziplin bei den French Open. Im selben Jahr nahm er auch an der Endrunde der Thomas Cups teil. 2001 startete er bei der Badminton-Weltmeisterschaft, musste dabei jedoch in die Qualifikation und schied dort in der 5. Runde aus.

## Sportliche Erfolge
| Saison | Veranstaltung                              | Disziplin    | Platz | Name           |
| ------ | ------------------------------------------ | ------------ | ----- | -------------- |
| 1994   | Indien: Einzelmeisterschaften der Junioren | Herreneinzel | 1     | Siddharth Jain |
| 2000   | French Open                                | Herreneinzel | 1     | Siddharth Jain |
| 2001   | Weltmeisterschaft                          | Herreneinzel | 65    | Siddharth Jain |